# Compagnie des chemins de fer nantais
Pour les articles homonymes, voir Nantais.
La Compagnie des chemins de fer nantais (CFN) est une société anonyme qui a créé et exploité un petit réseau de lignes de chemin de fer entre 1870 et 1878, année durant laquelle elle est rachetée par l'État et l'exploitation confiée à l'Administration des chemins de fer de l'État.

## Histoire
La société anonyme dénommée Compagnie des chemins de fer nantais est constituée le 16 mai 1870 pour reprendre la concession d'une ligne de Nantes à Pornic et embranchements de Paimbœuf et Machecoul, attribuée à François Briau en décembre 1869. Elle est présidée par le baron Gaston de Saint-Paul.
Dans un contexte difficile, une exploitation déficitaire et des sociétés du même type en difficultés comme la Compagnie des chemins de fer de la Vendée, la compagnie négocie le rachat de ses actifs, elle signe un contrat de vente avec l'État en avril 1877. Confirmée par le décret du 25 mai 1878 cette vente aboutit à la reprise de l'exploitation du réseau, le 1er juillet 1878, par l'Administration des chemins de fer de l'État.
Lors de l'assemblée générale extraordinaire du 28 octobre 1881, les actionnaires votent la liquidation de la compagnie.

## Réseau

### Loire-Inférieure
- Ligne de Nantes (Pont Rousseau) à Pornic mise en service le 11 septembre 1875[1].
- Ligne de Nantes (Prairie-au-Duc) à Nantes (Pont Rousseau)[4].
- Ligne de Sainte-Pazanne à Machecoul (13 km), mise en service le 25 mars 1876[4].
- Ligne de Saint-Hilaire-de-Chaléons à Paimbœuf (27 km) mise en service le 4 juin 1876[1].

### Vendée
- Challans à la Roche-sur-Yon
- Ligne de Commequiers à Saint-Gilles-Croix-de-Vie mise en service le 17 octobre 1881[5] (par l'État après la disparition de la compagnie)